# Macrolobalia
Macrolobalia is een geslacht van rechtvleugeligen uit de familie veldsprinkhanen (Acrididae). De wetenschappelijke naam van dit geslacht is voor het eerst geldig gepubliceerd in 1921 door Sjöstedt.

## Soorten
Het geslacht Macrolobalia omvat de volgende soorten:
- Macrolobalia ocellata Tepper, 1896
- Macrolobalia striata Sjöstedt, 1921
- Macrolobalia validicornis Stål, 1878